# 中山真斗
中山 真斗（なかやま まさと、1986年6月25日 - ）は、日本のソングライター、編曲家、ギタリスト。福井県出身。

## 概要
18歳で上京し、音楽学校を卒業したのち、ARIA entertainmentの音楽クリエイター集団Elements Gardenに所属していたが、2013年6月30日を以て脱退。フリーランスで活動したのち、2015年よりF.M.Fに所属。ロックサウンドのアレンジを得意とするが、ストリングスやブラスアレンジを取り入れた楽曲も制作しており、作曲、編曲のみならず作詞やギター演奏、ベース演奏なども行っている。信念は「一期一会な楽曲作り」。

## 楽曲を提供した主なアーティスト
- 遠藤正明
  - SPIRAL（作曲・編曲）
- 榊原ゆい
  - 混沌のオラトリオ（作詞・作曲・編曲）
  - BLUEBIRDシンドローム（作曲・編曲）
  - 無重力アリア（作曲・編曲）
- 寺島拓篤
  - magic words（作曲・編曲）
- 水樹奈々
  - Dancing in the velvet moon（編曲）
  - UNCHAIN∞WORLD（編曲）
  - ミュステリオン（編曲）
  - METRO BAROQUE（編曲）
  - Naked Soldier（編曲）
- 飛蘭
  - Blood teller（作曲・編曲）
  - RED love（作曲・編曲）
  - 鎮魂の旅へ（作曲・編曲）
  - spring〜君とのメロディ〜（作曲・編曲）
  - 本能のDOUBT（作曲・編曲）
  - INFINITE CRISIS（作詞・作曲・編曲）
  - 灯-TOMOSHIBI-（作曲・編曲）
  - Day of the fate（作曲・編曲）
- 佐藤ひろ美
  - RiSE（作曲・編曲）
  - Believe Forever（編曲）
- 堀江由衣
  - PRESENTER（編曲）
  - Endless Star（作曲・編曲）
- ChouCho
  - カワルミライ（作曲・編曲）
  - 空想トライアングル（作曲・編曲）
- こだまさおり
  - 未完成ストライド（作曲・編曲）
- ゆいかおり
  - 君のYELL（作詞・作曲・編曲）
- 宮野真守
  - innocence（作詞・作曲・編曲）
- ミルキィホームズ
  - ユメユメエキスプレス（作詞・作曲・編曲）
  - おいでスペクタクル!（作詞・作曲・編曲）
- 蒼井翔太
  - 愛のささめきごと（作曲・編曲）
- 日笠陽子
  - Seek Diamonds[6]（作曲・編曲）
  - EX:FUTURIZE（編曲）
  - Technoholica（編曲）
- 桜川めぐ
  - メイメツ、フラグメンツ（作詞・作曲・編曲）
  - お願いアインシュタイン（作詞・作曲・編曲）
- 天月-あまつき-
  - 天体プロローグ（編曲）
- melost
  - チェインカルテ（編曲）
- VALSHE
  - TRANSFORM（編曲）
- 黒崎真音
  - Scanning Resolution（編曲）
- 奥井雅美
  - Delusion（作曲・編曲）
- TRUE
  - Dear Answer（作曲・編曲）
- 佐々木恵梨
  - 一縷の望み（編曲）
- アース・スター ドリーム
  - 夢色トリドリパレード♫（作曲・編曲）
- 高垣彩陽
  - 君がいる場所（作詞）
- 水瀬いのり
  - リトルシューゲイザー（作詞・作曲・編曲）
- DIALOGUE+
  - トーク!トーク!トーク!（編曲）
  - 花咲く僕らのアンサーを（編曲）
  - アリバイなカーテシー（編曲[7]）
  - カクノゴトキdance（編曲[7]）
- 鈴木このみ
  - アルカテイル（編曲）

## 楽曲を提供した主なアニメ・ゲーム作品
- アイドルマスターシリーズ
  - tear（作曲・編曲）-『THE IDOLM@STER MASTER ARTIST 2 -FIRST SEASON- 04 菊地真』収録
  - インヴィンシブル・ジャスティス（作曲・編曲） - 『THE IDOLM@STER MILLION THE@TER GENERATION 01 Brand New Theater!!』収録
- B型H系 キャラクターソングアルバム
- うたの☆プリンスさまっ♪
  - TRUST☆MY DREAM（作曲・編曲）（PSPゲーム『うたの☆プリンスさまっ♪ Repeat』挿入歌）
  - 虹色☆OVER DRIVE!（作曲・編曲）（PSPゲーム『うたの☆プリンスさまっ♪ -Amazing Aria-』挿入歌）
  - 未来地図（作曲・編曲）（TVアニメ『うたの☆プリンスさまっ♪ マジLOVE1000%』挿入歌
  - BRAND NEW MELODY（作曲・編曲）（TVアニメ『うたの☆プリンスさまっ♪ マジLOVE1000%』挿入歌）
  - Over the Rainbow（作曲・編曲）（PSPゲーム『うたの☆プリンスさまっ♪ Debut』挿入歌）
  - NorthWind and SunShine（作曲・編曲）（PSPゲーム『うたの☆プリンスさまっ♪ Debut』挿入歌）
  - 絶対零度Emotion（作曲・編曲）（PSPゲーム『うたの☆プリンスさまっ♪ All Star』挿入歌）
  - 夢追人へのSymphony（作曲・編曲）（TVアニメ『うたの☆プリンスさまっ♪ マジLOVE2000%』挿入歌）
  - SMILE MAGIC（作曲・編曲）（TVアニメ『うたの☆プリンスさまっ♪ マジLOVE2000%』挿入歌）
  - HORIZON（作曲・編曲）（PSPゲーム『うたの☆プリンスさまっ♪ All Star After Secret』挿入歌）
  - Baby! My strawberry!（作曲）
  - Still Still Still（編曲）
- 戦姫絶唱シンフォギア
  - 陽だまりメモリア（作曲・編曲）
- 戦姫絶唱シンフォギアG
  - 獄鎌・イガリマ（作曲）
  - 教室モノクローム（編曲）
- ソードアート・オンライン
  - Memory Heart Message（作曲）
  - Sword & Soul（作曲）
  - Sing All Overtures（作曲[8]）
  - Liberty Rosario（作曲）
- 君と僕。（劇伴、挿入歌、キャラクターソング）
- となりの怪物くん（劇伴）[9]
- 世界征服〜謀略のズヴィズダー〜（キャラクターソング）
- 枕男子（劇伴）
- ミリオンドール（挿入歌）
  - Sweet berry, Strawberry♡（作曲）
- 魔法少女なんてもういいですから。（劇伴）
- B-PROJECT〜鼓動*アンビシャス〜（劇伴）
- A3!
  - SICK SICK SICK（作詞・作曲・編曲）
  - esの憂鬱（作詞・作曲・編曲）
  - GOLDEN ENCORE!（作詞・作曲・編曲）
  - SCARLET GAME（作詞・作曲・編曲）
  - モノローグ（作詞・作曲・編曲）
  - 初恋X（作詞・作曲・編曲）
  - 雪炎（作詞・作曲・編曲）
  - 遠い宇宙に花束を（作詞・作曲・編曲）
- Cutie Honey Universe（劇伴・キャラクターソング）
- 日向美ビタースイーツ♪
- ぼくたちは勉強ができない（劇伴）
- 22/7（劇伴）
- クールドジ男子（劇伴[10]）
- SYNDUALITY Noir（劇伴）

## ラジオ
- 佐藤ひろ美のひろらじ（音泉） - 初代アシスタント。2010年6月3日から2012年12月27日まで